# Iganovo, Plovdiv
Iganovo (în bulgară Иганово) este un sat în comuna Karlovo, regiunea Plovdiv,  Bulgaria. 

## Demografie
Componența etnică a satului Iganovo
     Romi (13,33%)
     Bulgari (44,31%)
     Nicio identificare (42,35%)
     Altele (0%)
La recensământul din 2011, populația satului Iganovo era de 510 locuitori. Nu există o etnie majoritară, locuitorii fiind bulgari (44,31%) și romi (13,33%). Pentru 42,35% din locuitori nu este cunoscută apartenența etnică.